# Vorden
Vorden est un village appartenant à la commune néerlandaise de Bronckhorst.
Vorden était une commune indépendante jusqu'au 1er janvier 2005. À cette date, elle a fusionné avec Hummelo en Keppel, Steenderen, Hengelo et Zelhem pour former la nouvelle commune de Bronckhorst.

## Galerie

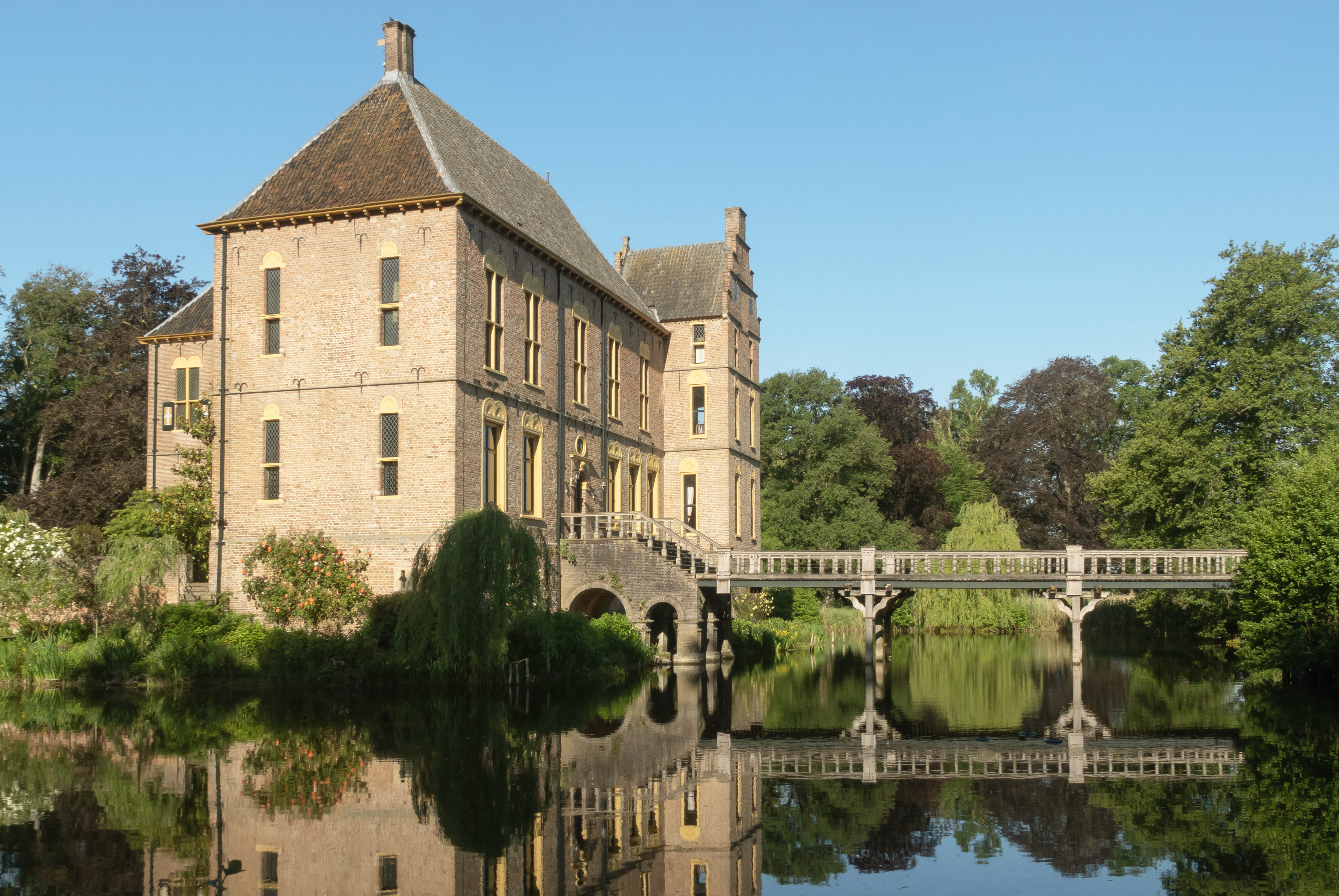
Château: kasteel Vorden
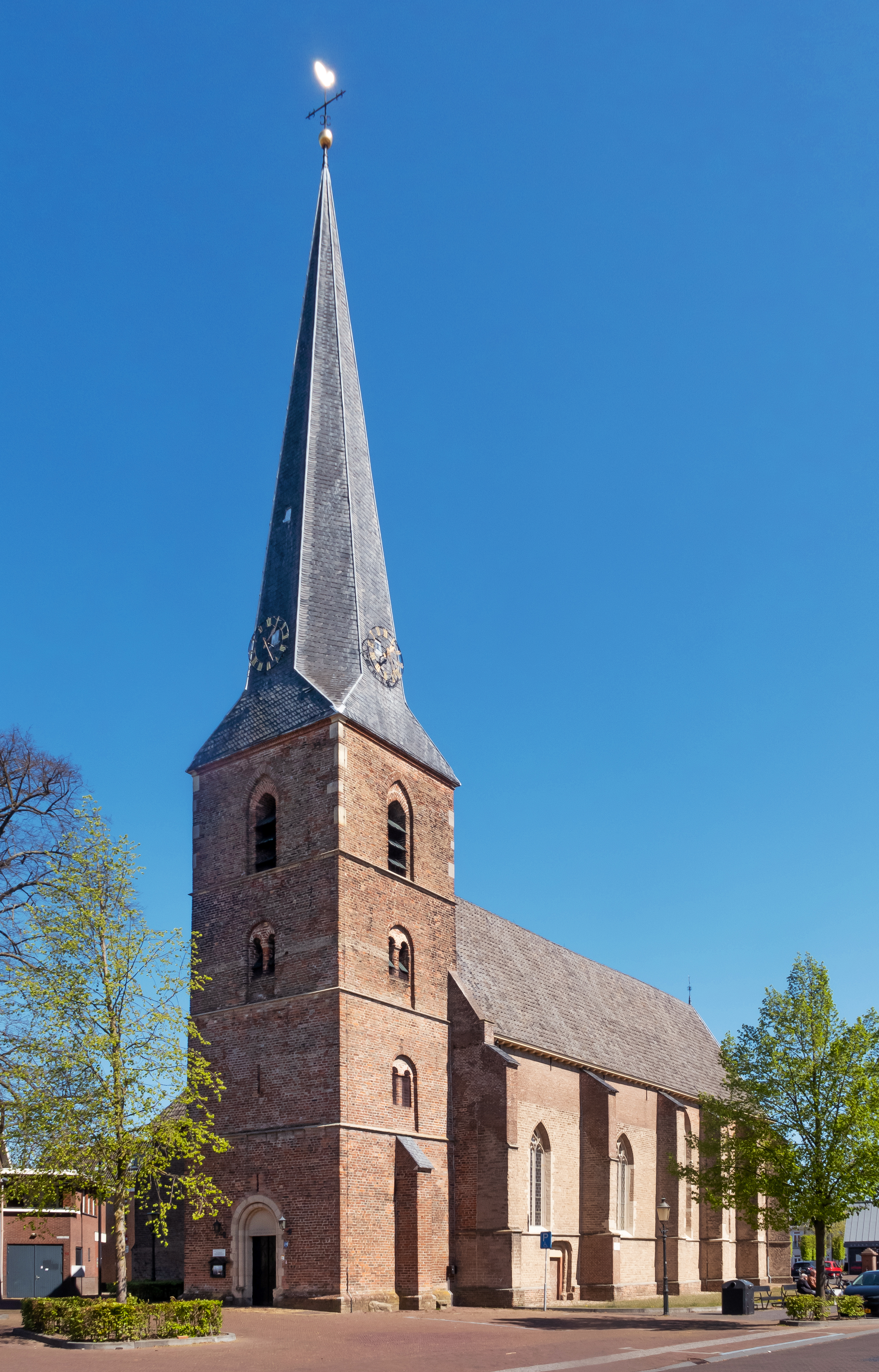
L'église: la Antoniuskerk
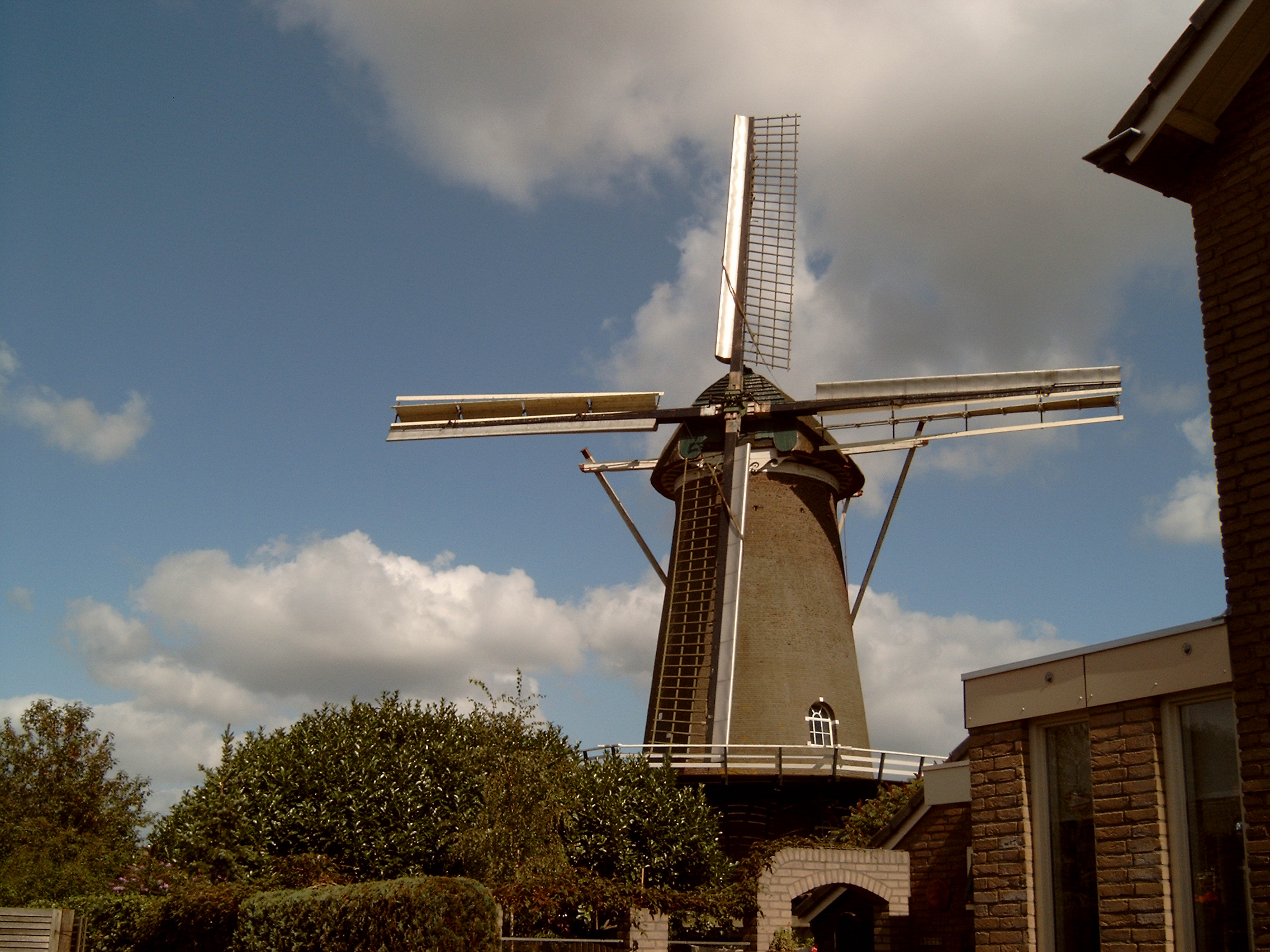
Moulin: de Hackforter molen
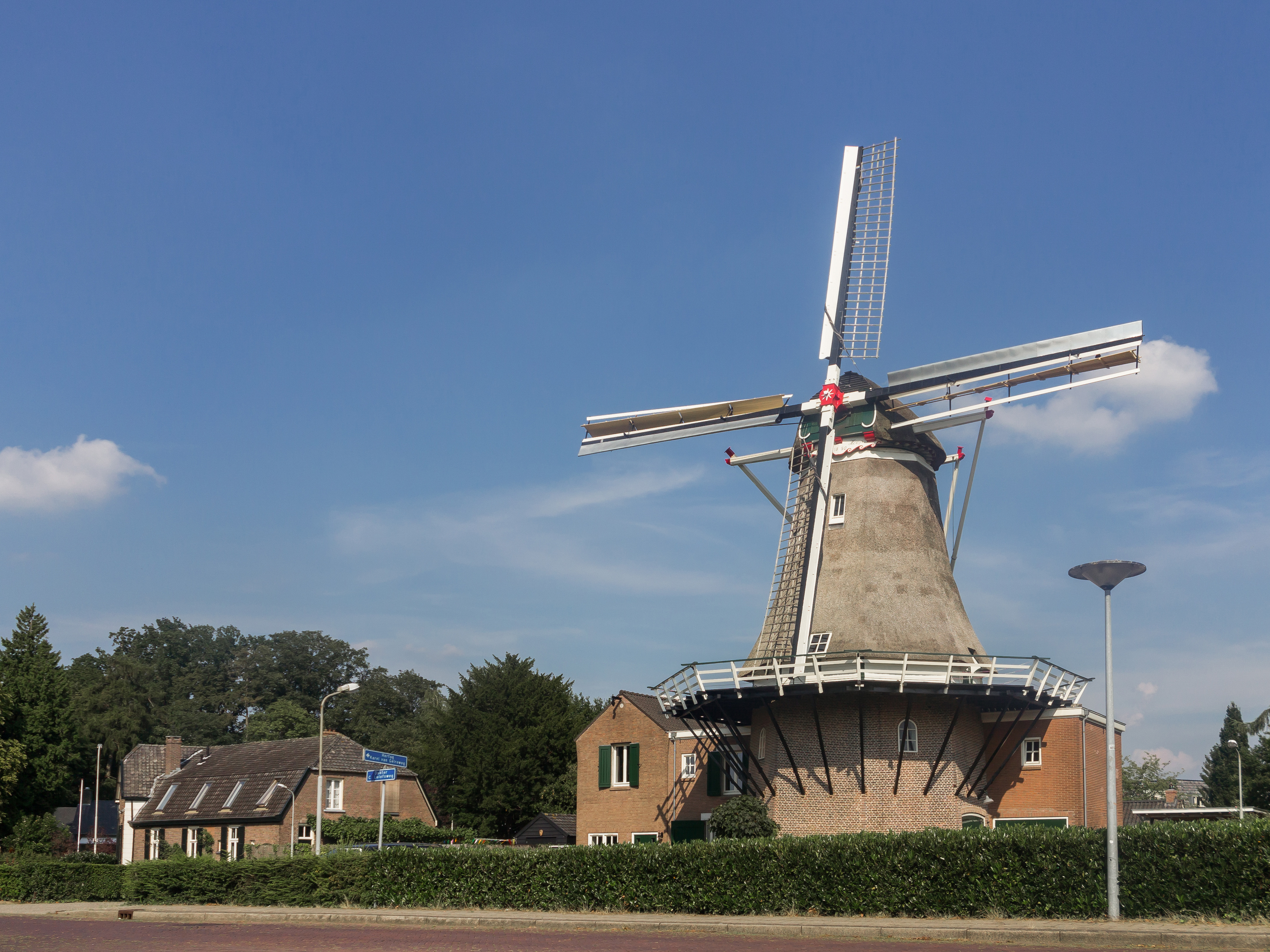
Moulin: molen de Hoop